# Lampranthus vallis-gratiae
Lampranthus vallis-gratiae är en isörtsväxtart som först beskrevs av Rudolf Schlechter och Berger, och fick sitt nu gällande namn av Nicholas Edward Brown. Lampranthus vallis-gratiae ingår i släktet Lampranthus och familjen isörtsväxter. Inga underarter finns listade i Catalogue of Life.